# Norman Symonds
Norman Alec Symonds (* 23. Dezember 1920 bei Nelson/British Columbia; † 21. August 1998 in Toronto) war ein kanadischer Komponist, Klarinettist, Saxophonist und Bandleader. Er gilt als einer der bedeutendsten kanadischen Vertreter des Third Stream.

## Leben und Wirken
Symonds begann als Jugendlicher Klarinette zu spielen und war während seiner Dienstzeit bei der Royal Canadian Navy 1938–45 in Halifax Mitglied einer Dixielandband unter Leitung von Bucky Adams. Von 1945 bis 1948 studierte er Klarinette, Klavier, Musiktheorie und Harmonielehre am Konservatorium von Toronto und nahm dann privaten Kompositionsunterricht bei Gordon Delamont.
Bis 1966 war er Mitglied der Band von Benny Louis, daneben wirkte er als Klarinettist, Saxophonist und Arrangeur in den Bands von Leo Romanelli und Bobby Gimby. Außerdem leitete er von 1953 bis 1957 ein eigenes Jazzoktett, dem im Laufe der Zeit u. a. Ed Bickert, Ron Collier, Ross Culley, Bernie Piltch, Jack Richardson und Jerry Toth angehörten.
1957 wurde sein Concerto Grosso von Ron Colliers Quartett und dem CBC Symphony Orchestra unter Leitung von Victor Feldbrill uraufgeführt und auf Platte aufgenommen. Collier spielte das Stück auch mit dem Tri-City Symphony Orchestra in Davenport (Iowa) und 1966 mit dem Toronto Symphony Orchestra.
Weitere Third-Stream-Kompositionen waren u. a. Autumn Nocturne (UA 1960 mit dem CBC String Orchestra und Rick Wilkins, Saxophon), The Nameless Hour (UA 1966 mit dem Toronto Symphony Orchestra und Fred Stone, Flügelhorn, später auch in einer Klavierfassung mit Duke Ellington) und The Democratic Concerto, ein Auftragswerk des Winnipeg Symphony Orchestra.
Nach einer fünfmonatigen Reise durch Kanada entstand die dreizehnteilige CBC-Radioserie Travelling Big Lonely mit Symonds als Autor und Erzähler sowie Kompositionen, die seine Eindrücke der Landschaft und Natur Kanadas reflektierten wie Big Lonely (1975), The Story of a Wind, The Land, Four Images of Nature, Forest and Sky und From the Eye of the Wind. Weiterhin komponierte Symonds Hörspiel- und Schauspielmusiken, mehrere Opern sowie Bühnenmusiken für Jugendliche wie Laura and the Lieutenant (1974) und Sam (1976).

## Werke
- Fugue for Reeds and Brass, 1952
- Concerto for Jazz Octet, 1955
- Concerto for Jazz Octet, 1956
- Hambourg Suite für Jazzensemble, 1956
- Fugue for Shearing für Klavier und Jazzensemble, 1957
- Concerto Grosso für Jazzquintett und Orchester, 1957
- A Six Movement Suite for Ten Jazz Musicians plus Four Songs and Incidental Music, 1959
- Age of Anxiety, Hörspielmusik für Jazztentett, 1959
- Autumn Nocturne für Saxophon und Streichorchester, 1960
- Opera for Six Voices, Rundfunkoper für sechs Stimmen, Jazzband und Streichorchester, 1962
- Pastel Blue für Streichorchester, 1963
- Fair Wind für Jazzensemble, 1965
- The Nameless Hour für improvisierendes Soloinstrument und Streichorchester, 1966
- Tensions, Ballett für Jazzquintett und Orchester, 1966
- Democratic Concerto für Jazzquartett und Orchester, 1967
- Impulse für Orchester, 1969
- The Story of a Wind (Concerto for TV) für Erzähler und Jazzensemble, 1970
- Man, Inc., multimediales Bühnenwerk für Jazzorchester, drei Stimmen, Perkussion, Tänzer und Schauspieler, 1970
- Three Atmospheres für Orchester, 1971
- 'Charnisay Versus LaTour'(or The Spirit of Fundy), Oper, 1972
- A Diversion für Bläserquintett, 1972
- Deep Ground, Long Waters für mittlere oder tiefe Stimme, Flöte und Klavier, 1972
- The Land (Concerto for TV) für Erzähler, Stimme und Jazzensemble, 1973.
- Laura and the Lieutenant, musikalisches Spiel für Kinder, 1974
- The Canterville Ghost (nach Oscar Wilde) für Erzähler und Instrumentalensemble, 1975
- Big Lonely für Orchester, 1975
- Bluebeard Lives für Streichquintett und Tonband, 1975
- Four Images of Nature für Chor, Bass und Perkussion, 1976
- Quintet for Clarinet and Synthesizers, 1977
- Forest and Sky für Orchester, 1977
- Lady of the Night, Oper, 1977
- Episode At Big Quill, Radiotheater für Jugendchor und Schauspieler, Perkussion und Erzähler, 1979
- At the Shore: A Sea Image für Chor und Perkussion, 1979
- Harvest Choral für Chor, 1979
- Lullaby für Chor, 1979
- Pity the Children für Chor, 1979
- The Gift of Thanksgiving für Orchester, 1980
- Spaces I 'The River'  für Streichorchester, 1980
- 'Sylvia': An Adult Fairy Tale für Jazzquartett und Jazzsolisten, 1982
- The Fall of the Leaf, oratorisches Musikdrama für Schauspieler-Sänger, Chor und Jazzquartett, 1982
- Elegance für Perkussion, 1982
- On An Emerald Sea für Orchester, 1983
- Salt Wind White Bird für vier Flöten, 1984
- Lady Elegance für mittlere Stimme und Klavier, 1986
- The Eyes of Bidesuk für Akkordeon und Jazzorchester, 1987
- From The Eye of the Wind für Orchester 1988
- Sylvia, Musiktheater für sechs Sänger-Schauspieler und Jazzquartett, 1990